# Willy Brill
Willemien Jacoba (Willy) Brill (Rotterdam, 21 september 1926 – Amsterdam, 10 november 2017) was een Nederlands stemactrice, hoorspelregisseuse en vertaalster.

## Loopbaan
Oorspronkelijk was Willy Brill toneelactrice. Ze maakte vanaf de jaren 1950 carrière als stemactrice en hoorspelregisseur. Vanaf 1968 tot 1992 was ze te horen op het telefoonnummer 002 (later 06-8002), dat de beller via een door Brill in 1968 ingesproken geluidsband een melding gaf van de precieze tijd. In deze periode was dit het op een na meest gebelde telefoonnummer in Nederland.
Ze maakte zich sterk voor het behoud van het Jiddisch. Brill gaf les in het Jiddisch, vertaalde boeken van de Jiddische Bibliotheek en richtte in 2000 de Stichting Jiddisj op, die de Jiddische taal, literatuur en cultuur in stand wil houden. Samen met gitarist Pieter van der Staak en poppenspeler Feike Boschma voerde ze jarenlang Jiddische theatervoorstellingen op.
Willy Brill was getrouwd met socioloog J.A.A. van Leent. Later had ze een relatie met sociograaf A.K. (Beer) Constandse (1929-1989). Ze overleed in 2017 op 91-jarige leeftijd.
- Digitale Bibliotheek voor de Nederlandse Letteren: bril018
- Gemeinsame Normdatei: 1159996636
- International Standard Name Identifier: 0000 0000 6866 6563
- Library of Congress Control Number: nb2002050025
- Nationale Bibliotheek van Israël: 987007259041605171
- Nederlandse Thesaurus van Auteursnamen: 089245385
- Virtual International Authority File: 97701111
- WorldCat: E39PBJdGGfRwXmbbddxGyxVgrq